# 比耶克
比耶克（挪威語：Bjerke）是挪威首都奧斯陸的一個區，比耶克是奧斯陸人口最稠密的區之一，擁有高層公寓樓。比耶克下面再劃分為七個分区。
59°56′25″N 10°48′50″E / 59.94028°N 10.81389°E